# Elopement (boda)

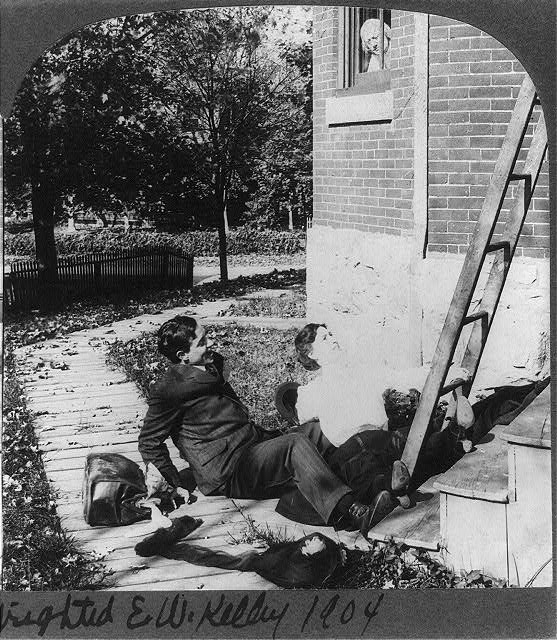
Fotografía humorística y escenificada (alrededor de 1904) muestra un intento de elopement con la típica escalera puesta al dormitorio de superior de la futura novia. La novia se ha caído, derribando a su novio y despertando a su padre.

Elopement, fuga por su definición en español, es un tipo de boda que se lleva a cabo de forma repentina y secreta. Esta implica la huida apresurada del lugar de residencia junto con la persona amada con la intención de contraer matrimonio, sin la aprobación de los padres. No debe confundirse con una abducción (secuestro de la novia), en la que la novia o el novio no han dado su consentimiento, o una boda forzosa en la que los padres de uno (prototípicamente el de la novia) obligan a ambos a contraer matrimonio.
Polémicamente, en la modernidad, el elopement se utiliza para nombrar cualquier boda pequeña y económica, incluso cuando se realiza con el conocimiento previo de los padres. 
El término elopement a veces se utiliza en su sentido original y más general de escape o huida, por ejemplo, un escape de una institución psiquiátrica. En este contexto, elopement [fuga] (o deambulación) puede referirse a que un paciente con demencia abandona la unidad psiquiátrica sin autorización. 

## Antecedentes
En la actualidad, el término "elopement" se utiliza coloquialmente, para cualquier matrimonio realizado apresuradamente, donde se tiene un período de compromiso público limitado, o incluso, sin un período de compromiso público. Algunas parejas se fugan, ya que desean evitar las objeciones religiosas o de sus padres.
En algunos casos modernos, la pareja confabula para fugarse bajo la apariencia de un rapto de la novia, presentándose posteriormente a sus padres sin que puedan cambiar algo. En la mayoría de los casos, los hombres que recurren a capturar una novia suelen ser de estatus social más bajo que ellas, esto debido a la pobreza, la enfermedad, el mal carácter o la criminalidad. A veces, se ven disuadidos de buscar legítimamente una esposa debido al pago que espera la familia de la novia, es decir, precio de la novia que no debe confundirse con una dote, pagada por la familia de la mujer. 

## En la cultura popular
La relación entre Helena y París de Troya a veces se describe como un elopement (fuga) en lugar de un secuestro.
Las búsquedas de ideas de fotografías de elopement en Pinterest aumentaron un 128 por ciento en 2019, y otros términos relacionados como "elopement en ayuntamiento" y "elopement en los bosques" también experimentaron aumentos en búsquedas. 